# Sarah Angelina Aclandová

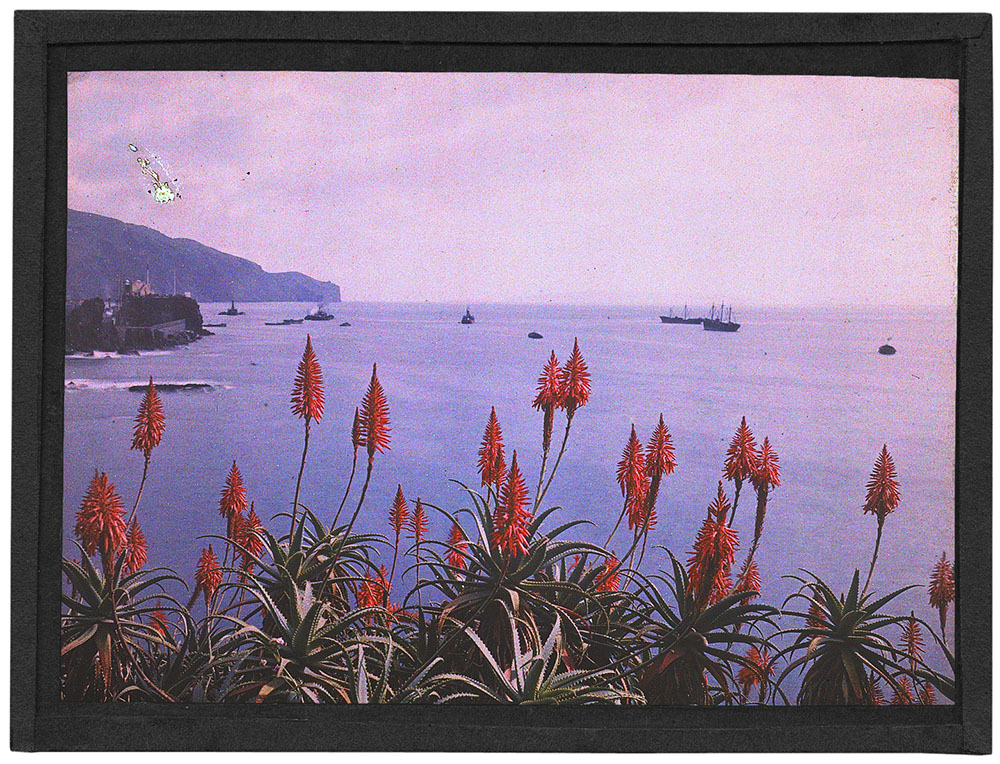
Sarah Angelina Aclandová: Funchal Bay, Madeira, asi 1910

Sarah Angelina („Angie“) Aclandová (nepřechýleně Sarah Angelina Acland; 26. června 1849 Oxford – 2. prosince 1930 Oxford) byla anglická amatérská fotografka známá svými portrétními a krajinářskými snímky a jako pionýrka barevné fotografie. Svými současníky byla označována s inaugurací barevné fotografie „jako proces pro cestující amatéry“, na základě snímků, které pořídila během dvou návštěv Gibraltaru v roce 1903 a 1904.

## Život a dílo
Byla dcerou sira Henryho Wentwortha Aclanda (1815–1900), profesora medicíny na Oxfordské univerzitě a Sarah Aclandové (roz. Cottonové, 1815–1878), po kterých nese jméno nemocnice Acland Hospital v Oxfordu. Se svými rodiči bydlela v domě č. p. 40–41 Broad Street, v centru Oxfordu.
Jako dítě Sarah Aclandovou fotografoval Charles Lutwidge Dodgson (známý jako Lewis Carroll) s její kamarádkou Inou Liddellovou, sestrou Alice Liddelové. Ve svých 5. letech dne 20. června 1855, spolu s jedním ze svých bratrů, podávali zednickou lžíci Edwardu Smithu-Stanleymu, 14. hraběti z Derby, Chancellor of Oxford University, během pokládání základního kamene pro Oxfordské univerzitní muzeum. Kritik umění John Ruskin její díla zařadil mezi skupinu Prerafaelitů. Pomáhala dokonce Dantovi Gabrielovi Rossettimu, když maloval fresky v Oxford Union.
Ve svých 19. letech se Aclandová setkala s fotografkou Julií Margaretou Cameronovou, která ji velmi ovlivnila. Ackland se zaměřila na portrét a krajinu. Například portrétovala ministerského předsedy Williama Gladstona běhemjeho návštěvy Oxfordu. Po smrti své matky v roce 1878 se začala starat o svého otce v rodinném domě na Broad Street až do jeho smrti v roce 1900. V roce 1885 iniciovala postavení přístřešku pro drožkáře uprostřed ulice Broad Street, který tam sloužil až do roku 1912.
S barevnou fotografií začala experimentovat v roce 1899. Své první snímky vyráběla pomocí barevného procesu Frederica E. Ivese a Sangera Shepherda, který byl založen na třech samostatných fotografiích pořízených přes červený, zelený a modrý filtr. V roce 1903 navštívila svého bratra admirála Aclanda v jeho domě na Gibraltaru. Fotografovala krajinu v okolí místa zvaného Europa Point, hledícího z Evropy do Afriky, snímala flóru v admirálově rezidenci, sídlo Britského královského námořnictva The Mount, a spisovatele a ornitologa plukovníka Williama Willoughbyho Coleho Vernera. V roce 1904 se podílela na výroční výstavě Královské fotografické společnosti s 33 tříbarevnými tisky s názvem Domov mořského orla, Gibraltar.
Později používala autochromový proces bratří Lumièrů, vynalezený v roce 1907. V pozdější části života, po smrti svého otce až do roku 1930, žila v Park Townu v Severním Oxfordu, kde pořídila řadu barevných fotografií. Navštívila také často fotografovaný ostrov Madeira v Atlantiku, kde bydlela v hotelu Reid's západně od Funchalu.
Sarah Aclandová byla členkou společností Královské fotografické společnosti a Royal Society of Arts.
Nikdy se nevdala a zemřela v roce 1930 ve svém domě v Park Townu v Oxfordu.

## Dědictví
Sbírka fotografií Aclandové je ve správě muzea Museum of the History of Science v Oxfordu. Bodleyova knihovna v Oxfordu vlastní katalogy jejích fotografických alb a dokumentů, (spolu s dokumenty jejího otce Henryho Aclanda), pocházející z konce 19. století.

## Galerie

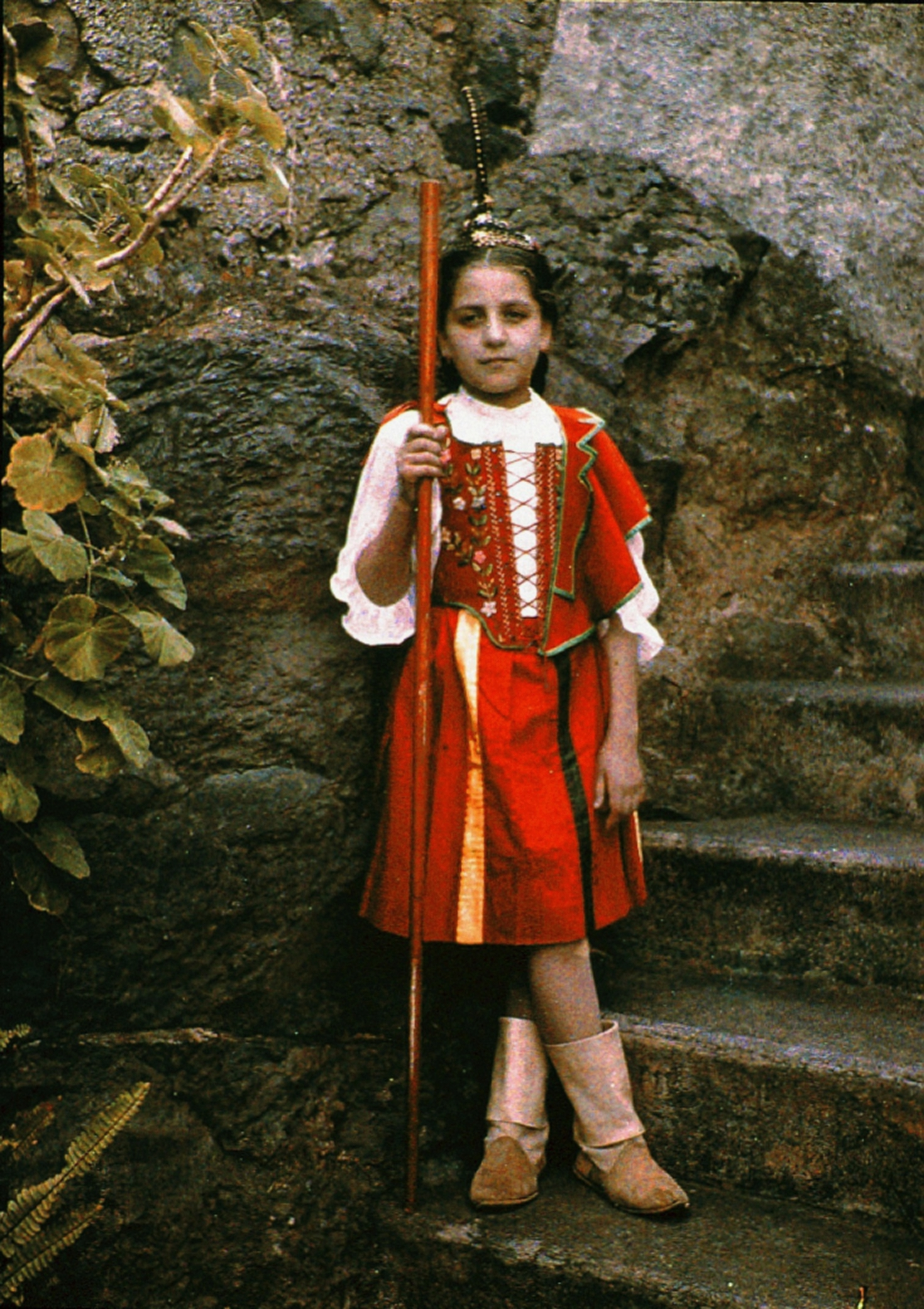
Madeira, asi 1910
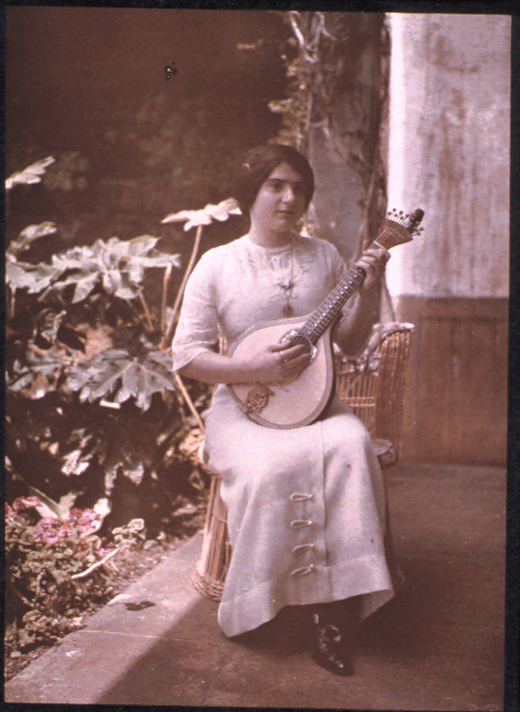
Žena hrající na portugalskou kytaru, Madeira, asi 1910
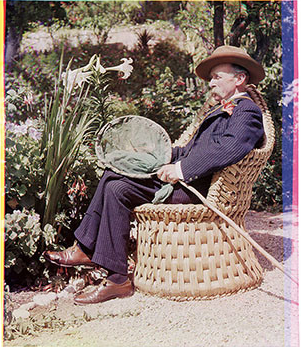
Plukovník Willoughby Verner, 1903
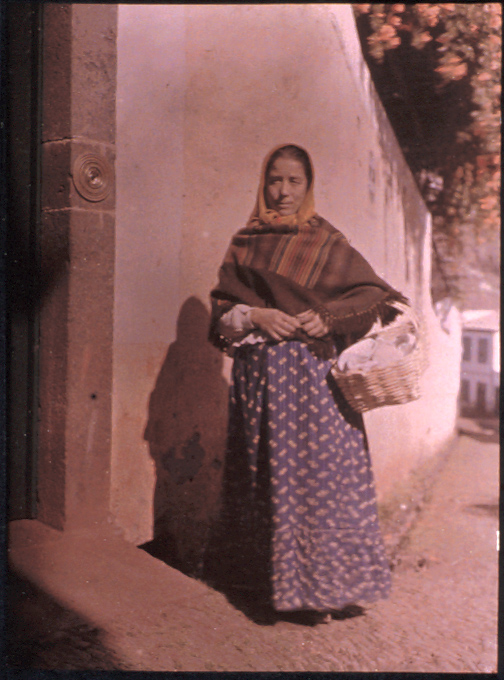
Místní žena, Madeira, asi 1910
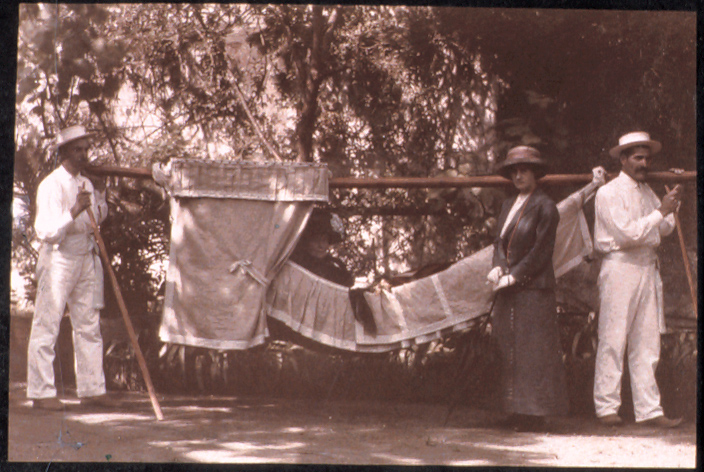
Madeira, asi 1910
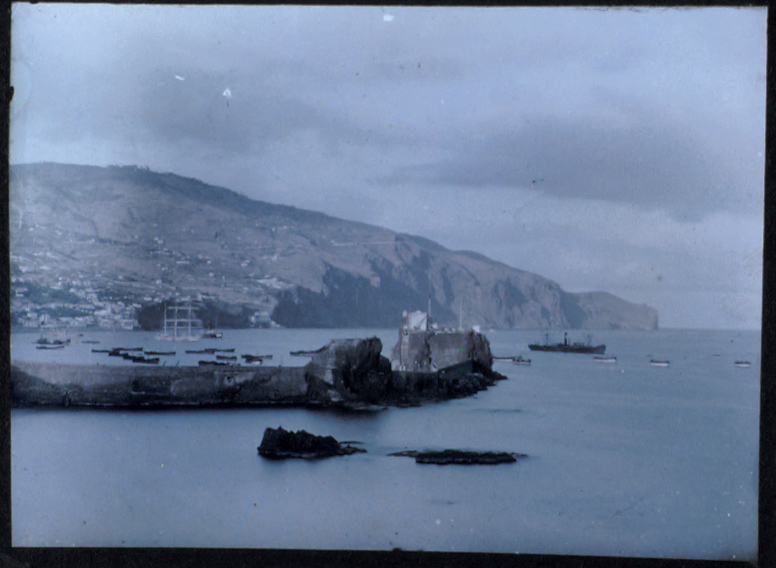
Madeira, asi 1915
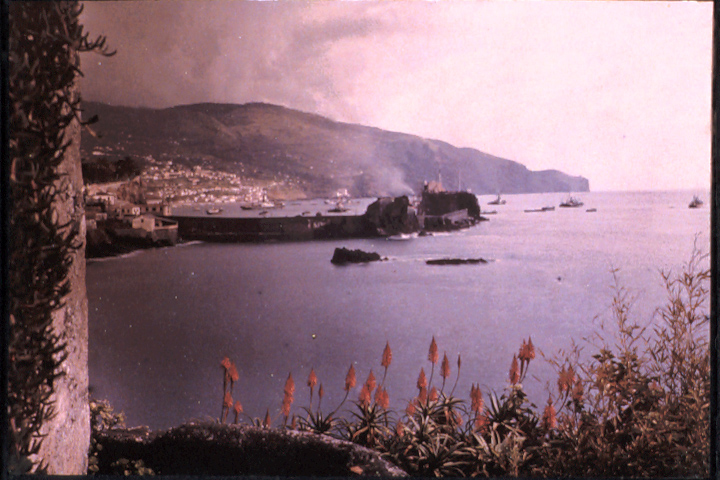
Madeira, asi 1910
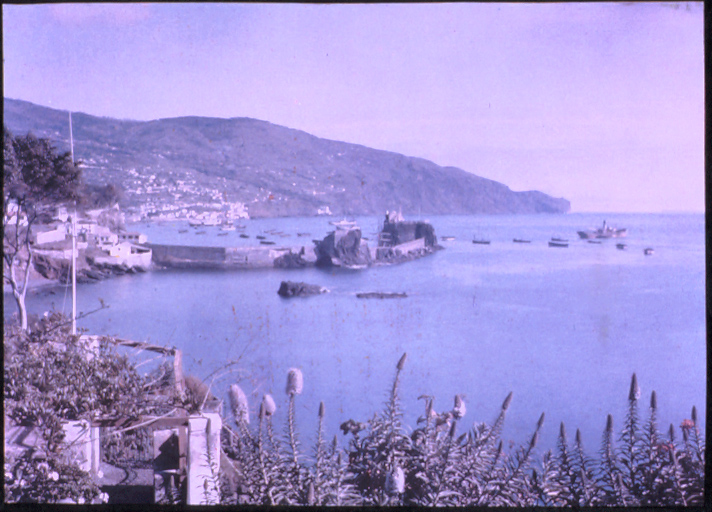
Madeira, asi 1910
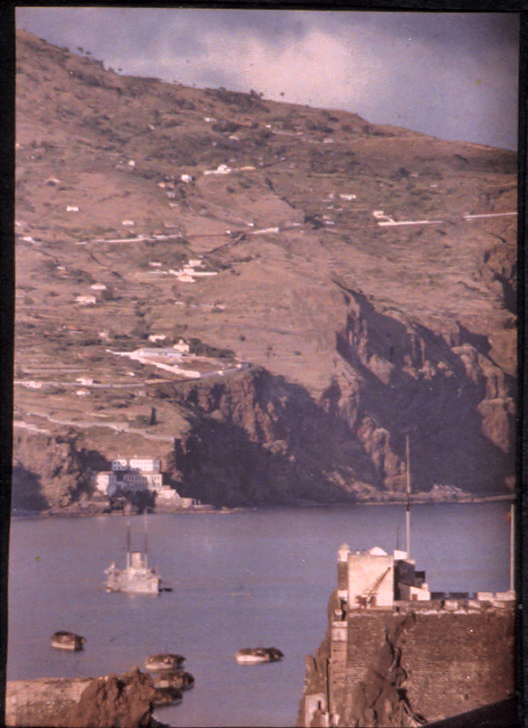
Madeira, asi 1910
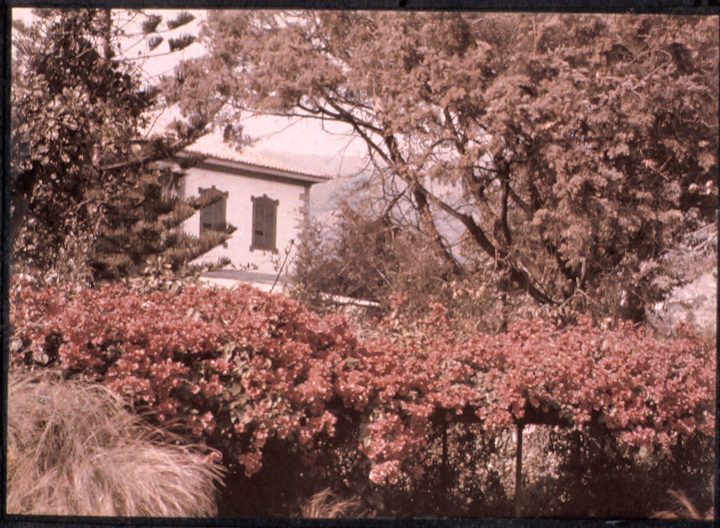
Zahrady u domu admirála, Madeira, asi 1910